# Каяньелло, Винченцо
Винченцо Каяньелло (итал. Vincenzo Caianiello; 2 октября 1932, Аверса, провинция Казерта, Кампания — 26 апреля 2002, Рим) — итальянский юрист и политик, председатель Конституционного суда Италии (1995), министр помилования и юстиции Италии (1996).

## Биография
Родился 2 октября 1932 года в Аверсе, в 1954 году окончил Неаполитанский университет.
В 1950-е годы работал в Министерстве внутренних дел, затем победил в конкурсе и получил должность в суде Удине. В 1963 году, вновь по конкурсу, перешёл в Счётную палату (Corte dei conti), в 1965 году — на должность референдария в Государственный совет (Consiglio di Stato), получив право участия в его заседаниях. Являлся председателем административных региональных судов (TAR) Умбрии, Тосканы и второй восточной секции административного суда Лацио, возглавлял 6-ю юридическую секцию Государственного совета. В начале 1980-х возглавлял законодательное управление аппарата правительства в первом и втором правительствах Спадолини.
Являлся профессором административного права на экономическом факультете Свободного международного университета социальных исследований (LUISS), в 1982 году стал ректором Университета для иностранцев в Перудже.
В 1986 году избран по квоте парламента в состав Конституционного суда Италии, а 7 сентября 1995 года, за месяц с небольшим до истечения девятилетнего срока его полномочий 23 октября 1995 года, избран двенадцатью голосами «за» при одном воздержавшемся председателем Конституционного суда.
С 16 февраля по 17 мая 1996 года являлся министром помилования и юстиции в правительстве Ламберто Дини.

## Награды
Кавалер двух степеней ордена «За заслуги перед Итальянской Республикой»:
- Великий офицер (27 декабря 1973)[5]
- Кавалер Большого креста (5 января 1982)[6]